# Tamino Wecker

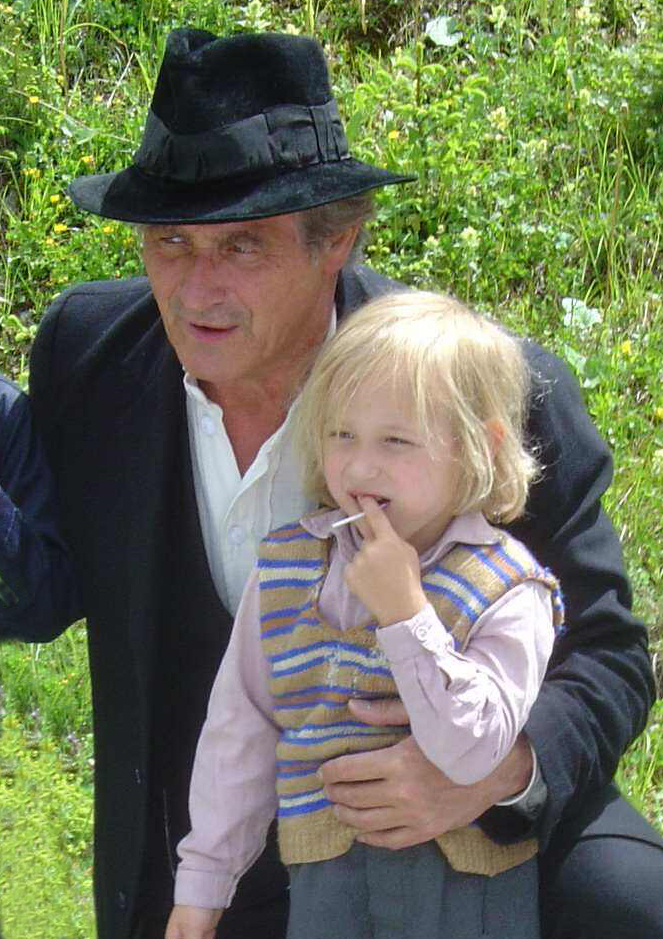
Tamino Wecker mit seinem Vater Konstantin bei den Dreharbeiten zum Film Apollonia (2004)

Tamino Wecker (* 15. September 1999 in München) ist ein deutscher Rapper und ehemaliger Kinderdarsteller.

## Leben
Tamino Wecker ist der jüngste Sohn des deutschen Sängers und Komponisten Konstantin Wecker und der Autorin Annik Wecker.
Sein Filmdebüt gab Tamino Wecker im Jahre 2005 im TV-Spielfilm Apollonia unter der Regie von Bernd Fischerauer an der Seite seines Vaters Konstantin Wecker und Hans-Michael Rehberg. Ebenfalls unter der Regie von Fischerauer spielte er 2006 in der TV-Produktion zu Wolfgang Amadeus Mozarts 250. Geburtstag Mozarts Freund Carl-Albert. Es folgten weitere Fernsehrollen und 2008 der erste Kino-Spielfilm Friedliche Zeiten nach dem Roman von Birgit Vanderbeke unter der Regie von Neele Leana Vollmar an der Seite von Axel Prahl und Katharina Marie Schubert. Von 2007 bis 2009 spielte er in der TV-Serie Kommissarin Lucas den zehnjährigen Felix Sion.

## Musikalische Karriere
Seit 2020 ist Tamino Wecker als Tamsen MC Teil des Leipziger Hiphop Duos SGK.

## Filmografie
- 2005: Apollonia
- 2006: Mozart – Ich hätte München Ehre gemacht
- 2007: Gipfelsturm[1]
- 2007: Friedliche Zeiten
- 2008: Der Nikolaus im Haus
- 2007–2009: Kommissarin Lucas (Fernsehserie)
- 2010: Um Himmels Willen (Fernsehserie)
- 2011: Als der Weihnachtsmann vom Himmel fiel
- 2024: Hundswut (Kinofilm)[2]